# منتصر خمير
منتصر خمير لاعب كرة قدم تونسي، يلعب كحارس مرمى في حمام الأنف.
لعب سابقاً في النادي القربي و الملعب و مستقبل القصرين و الترجي الجرجيسي و اتحاد التطاوين و نادي القيصومة السعودي وحمام الأنف.